# Sancygniów
Sancygniów [pronunciación en polaco: /sanˈt͡sɨɡɲuf/] es un pueblo ubicado en el distrito administrativo de Gmina Działoszyce, dentro del Condado de Pińczów, Voivodato de Świętokrzyskie, en el sur de Polonia central. Se encuentra aproximadamente a 7 kilómetros al noroeste de Działoszyce, a 21 kilómetros al suroeste de Pińczów, y a 56 kilómetros al sur de la capital regional Kielce.
El pueblo tiene una población de 260 habitantes.

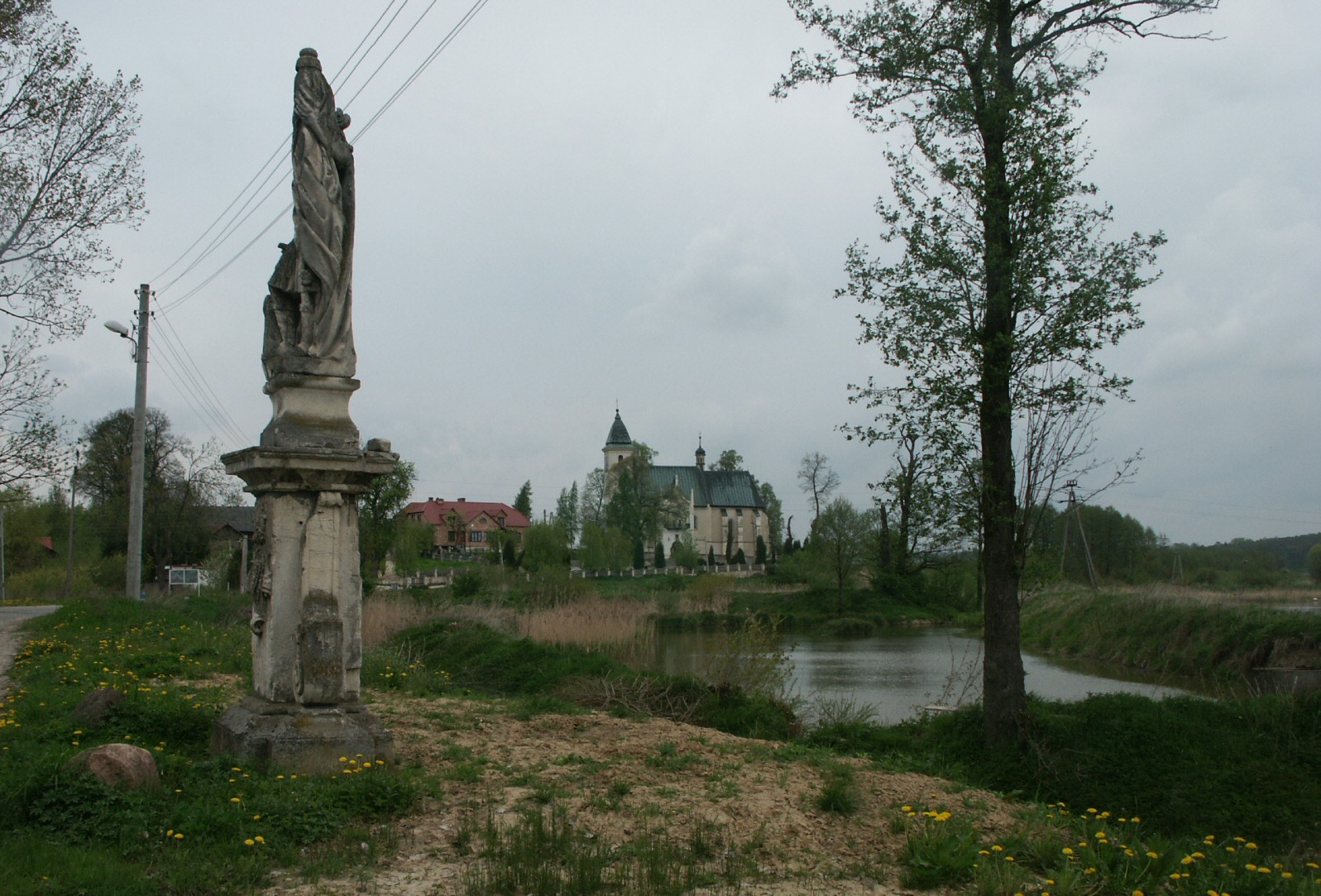
Una vista de San Pedro y la iglesia de Pablo en Sancygniów.